# Dante-szimfónia
A Dante-szimfónia (Eine Symphonie zu Dantes Divina Commedia) Liszt Ferenc 1855–1856-ban komponált műve, amelynek ihletője Dante Isteni színjátéka volt. Ősbemutatója 1857-ben volt Drezdában, nyomtatásban 1859-ben jelent meg a lipcsei Breitkopf und Härtel kiadó gondozásában. Műjegyzékszáma: S.109.

## A mű születése
Liszt az 1837 és 1839 között ismerkedett meg Dante Isteni színjátékával, amikor Itáliában tartózkodott Marie d’Agoult társaságában. Az irodalmi élmény hatására született 1837-ben felvázolt, de csak 1849-ben befejezett, zongorára írt Dante-szonátája, de egy későbbi szimfónia vázlatait is rögzítette. Carolyne zu Sayn-Wittgenstein hercegnő levele szerint már 1847-ben vagy 1848-ban, Woronincében részleteket zongorázott belőle, de végül csak Weimarban, 1856-ban készült el vele.
Szimfóniáját háromtételesnek tervezte, és eredetileg vetített állóképeket, diorámákat is akart az előadás közben alkalmazni, melyeket Bonaventura Genelli festőművésszel készíttetett volna el (ez utóbbi nem valósult meg). 1855-ben már ezt írta barátjának, Richard Wagnernek: „Már régen él gondolataimban egy Dante-szimfónia – az év folyamán meg akarom írni. – 3 tételben: Pokol, Tisztítótűz és Paradicsom – az első kettőt csak zenekarra, az utolsót kórussal. Ha ősszel meglátogatlak, valószínűleg magammal hozhatom, és ha nem találod rossznak, engedelmeddel Neked ajánlom.” Wagner azonnal válaszolt Lisztnek, és levelében lebeszélte Lisztet a Paradicsom megkomponálásáról, de a kórus alkalmazását is helytelenítette (túl direkt lett volna az utalás Beethoven 9. szimfóniájára). Liszt – részben megfogadva a tanácsot – két tételt írt meg (Inferno, Purgatorio), a Paradicsom helyére egy rövid, kétrészes Magnificatot illesztett. A kórus alkalmazásáról azonban nem mondott le, nem kis részben Carolyne zu Sayn-Wittgenstein rábeszélésére.
Wagner erről és Liszt látogatásáról a következőképpen számolt be: „Először Liszt maga jött, […] Befejezte Faust- és Dante-szimfóniáját, és valóságos csoda volt hallanom, ahogyan partitúrából elzongorázta nekem a műveket. Minthogy biztos voltam benne, Liszt meggyőződött róla, mekkora hatást tettek rám művei, nyíltan lebeszélhettem őt a Dante-szimfónia elhibázott befejezéséről. Ha volt valami, ami meggyőzött a muzsikus mesteri költői koncepciójáról, az a Faust-szimfónia eredeti befejezése volt: a Margitra való utolsó, mindent legyőző emlékezéssel, törékenyen, légiesen ért véget, minden erőszakos figyelemfelkeltés nélkül. Ugyanilyennek tetszett a Dante-szimfóniáé is, amelyben a Paradicsomra csak a Magnificat finom megszólalása utalt, ugyancsak gyengéd, lágy lebegéssel. Annál jobban megijedtem, amikor ezt a szép elgondolást hirtelen félelmetes módon félbeszakította egy bombasztikus, plagális befejezés, amely, mint értesültem, Szent Domokost kívánta megjeleníteni. Hangosan felkiáltottam: 'Nem! Nem! Ezt ne! Ki vele! Ne legyen benne fenséges Úristen! Maradjunk a gyengéd, nemes lebegő befejezésnél!' 'Igazad van’, kiáltotta Liszt, én is ezt mondtam; ám a hercegné másként utasított: de úgy lesz, ahogyan Te gondolod.' […] Annál szomorúbb voltam később, amikor megtudtam: […] megtartotta a Danténak ezt a befejezését…” A mű nyomtatott kiadásához Liszt – mégis megfogadva valamit a wagneri tanácsból – kétféle befejezést írt, amelyből a hangosabbik elhagyható.
A Dante-szimfóniát Liszt 1857. november 7-én mutatta be a drezdai Udvari Színházban. A mű megbukott, mert nem volt elég ideje betanítania a zenekart. Az egy évvel későbbi prágai bemutatón azonban már szép sikert aratott a darab. A mű 1859-ben jelent meg nyomtatásban a lipcsei Breitkopf und Härtel kiadónál, de addig még Liszt számos javítást, módosítást hajtott végre szimfóniáján. A szimfónia ajánlása Richard Wagnernek szólt.
Liszt a Dante-szimfóniából kétzongorás átiratot is készített (S.648).

## A zene

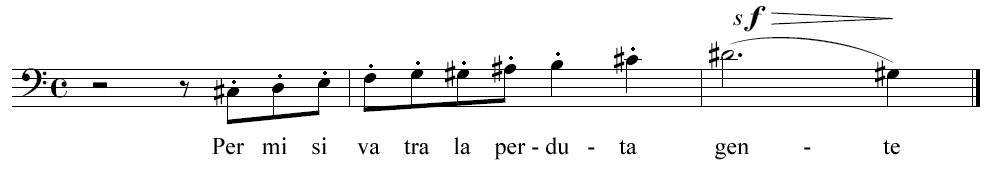
A Dante-szimfónia kezdete

A Dante-szimfónia kéttételes alkotás, hangszerelése mesteri, a nagyromantikus, a kromatikus, az újító Liszt alkotása. A mű zenei szövete tele van újszerű megoldásokkal. A tizenkétfokú rendszert használja, amivel előremutat a 20. század elejének zenéjére. Ebben a művében alkalmazza, tulajdonképpen elsőként a zenetörténetben, a csupa nagymásodból álló egészhangú skálát, amit majdan Claude Debussy fog használni. Liszt maga úgy jellemezte ezt a skálát egyik tanítványának, Ingeborg Starknak, mint „minden korcs és szamárfülek számára félelmetes hangnemet”. Egy másik, utóbb „Dante-skálának” nevezett sorában a nagy- és kismásodokat váltja az 1:2 képlet szerint.
A szimfónia szerkezete:
I. tétel, Inferno
1. Lento
2. Allegro frenetico (Quasi doppio movimento)
3. Lento
4. Quasi Andante, ma sempre un poco mosso
5. Andante amoroso (Tempo rubato)
6. Tempo primo (Allegro, Alla breve)

II. tétel, Purgatorio
1. Andante con moto quasi allegretto. Tranquillo assai
2. Più lento – Un poco meno mosso
3. Lamentoso
4. Poco a poco più di moto

Magnificat
1. L’istesso tempo
2. Un poco più lento

Az I. tétel, az Inferno (Lento szakasz) lassan, hátborzongatóan kezdődik, 4/4-es lüktetéssel: ez a pokol kapuja (a mű talán legismertebb részlete). Liszt itt már használja a fentebb említett Dante-skálát. A mű partitúrájában Liszt végig szerepelteti a Dante-szövegeket, a kotta adott helyére beírva azokat, itt: „Én rajtam jutsz a kínnal telt hazába,/ én rajtam át oda, hol nincs vigasság,/ rajtam a kárhozott nép városába” (Babits Mihály fordítása). A darabnak ebben a részében a poklokra ítélt elkárhozottak kínjai, félelmei jelennek meg. A tétel középső része két drámai szakasz közé ékelt lírai epizódot tartalmaz, és Francesca da Rimini és Paolo Malatesta tiltott szerelmét idézi. Liszt – mint mindig, ebben a művében sem illusztrálja pontosan a forrásul választott szöveget, inkább hangulatokat jelenít meg; csak itt, a középrészben tesz kivételt. A rézfúvósok közül csak a kürtöt használja, szerepet kap viszont a hárfa, amivel egyfajta éteri hangzást ér el. A negyedik, Quasi Andante szakasz 5/4-es lüktetésű, amelyben a középrész legfontosabb témája szólal meg basszusklarinét recitativóként: „Nessun maggior dolore che ricordarsi del tempo felice nelle miseria. – Nincs semmi szomorítóbb, mint emlékezni szép időre nyomorban.” Az első tétel leghosszabb száma. Az ötödik Andante amoroso 7/4-es metrumú, hangneme Fisz-dúrba vált; dallama az előbbi Nessun maggior dolore témájából szövődik. A szakasz visszhangszerű hárfaglissandókkal zárul. A Tempo primo az első tétel utolsó szakasza. Visszavezetésszerű rész, az üstdobütésekhez a vonósbasszusok pizzicatója, a fagottok, majd kürtök, aztán klarinét-brácsa trillák társulnak. Igazi lisztferenci, mefisztói, félelmetes hangulat. A tételt a mottóként használt Lasciate ogni speranza zárja, az egész zenekaron, fff (háromszoros fortissimo).
A II. tétel (Purgatorio) látomás jellegű és erejű D-dúr zene, nem is véletlen, hiszen Liszt kéziratán még a Vision alcím szerepelt. Az idézett szövegrész: „A napkeleti zaffir enyhe színe/amely a tiszta lég arcán elömlött/egész az éj első köréig –”. Ennek a kísérteties, fantasztikus tájnak az árnyait és fényeit, a vezeklés atmoszféráját adja vissza a tétel. Később visszatér az I. tétel sóhajdallama, amit rövid imaszerű szakasz követ. A fúga-expozícióként induló középrészben (Lamentoso, 9. szám) ismét megjelenik az első tételben bemutatkozó Nessun maggior dolore témája, illetve annak transzformációja. Ez az egész szimfónia leghosszabb szakasza. A 10. részben fanfármotívum és a hárfák hangja vezet át a Magnificathoz.
A Magnificat H-dúr hangnemű, és a mennybéli látomást szemlélteti. Itt kapcsolódik be a kétszólamú női kar, egy gregorián témából szőtt dallamot énekelnek: „Magasztalja az én lelkem az Urat, és örvendez lelkem az én üdvözítő Istenemben.” A mű finom befejezésében (12. rész) lép be a szoprán szóló, és a Dante-szimfónia lebegő H-dúr kvartszextakkordon zárul, háromszoros pianóban, fafúvókon, kürtön, hárfákon és a bőgők nélküli vonósokon. A változatként komponált „hangos”, alaphangnemű ff befejezést (amit Wagner is erősen kifogásolt) azóta sem igen adják elő koncerteken.
Hamburger Klára összefoglaló véleménye Liszt művéről: „A Dante-szimfónia az érett, pályája delelőjére érkezett mester nagy alkotásainak egyike. Programzene, irodalmi alkotás ihlette, meggyőző erejű programzene, amely romantikus drámaisággal érzékeltet, láttat hangulatokat, érzelmeket.”
A szimfónia hangszerelése: három fuvola (a harmadik alkalmanként piccolo), két oboa, angolkürt, két klarinét, basszusharsona, tuba, üstdob (két előadó), cintányér, nagydob, tamtam, két hárfa, harmónium, vonósok. Az előadói apparátushoz szoprán szóló és női vagy fiúkar is tartozik.
A mű előadása – a tempóválasztástól függően – 48 perc körüli időt vesz igénybe.